# Baardgras
Baardgras	(Polypogon monspeliensis) is een eenjarige plant, die behoort tot de grassenfamilie. De soort komt van nature voor in   West- en Zuid-Europa, Noord-Afrika en Azië. In België is de soort ingeburgerd. In Nederland is baardgras zeldzaam. Het aantal chromosomen is 2n = 28.
De polvormende plant wordt 6-80 cm hoog en heeft rechtopstaande of geknikt-opstijgende, onbehaarde stengels. Het smal tot breed lijnvormige blad is 2-13 cm lang en 2-9 mm breed. De bovenkant en de randen van het blad zijn ruw. De gladde of bovenaan iets ruwe bladschede is iets buikig. Het 2-8 mm  lange tongetje heeft een getande top.
Baardgras bloeit vanaf juni tot in september. De bloeiwijze is een bleekgroene, 1,5-10 cm lange, cilindrische, soms iets gelobde aarpluim, waarbij de hoofdas bijna helemaal bezet is met aartjes. Het 2-3 mm lange aartje heeft een 0,5 mm lang steeltje en bestaat uit één bloem met drie meeldraden, waarvan de helmdraden 0,8 mm lang zijn. De omgekeerd eirond-langwerpige kelkkafjes hebben aan de basis stekelhaartjes. Ze hebben één nerf en een tot 0,1 mm diepe uitgerande top. De nerf gaat over in een 4-7 mm lange, gele kafnaald. Het onderste, omgekeerd eironde, 1-1,2 mm lange kroonkafje heeft vijf nerven en een afgeknotte, licht viertandige top. De middennerf heeft een korte, ten minste 0,3 mm lange kafnaald. Het bovenste kroonkafje is even lang als het onderste.
De vrucht is een gladde, omgekeerd eivormige, 1 mm lange graanvrucht.

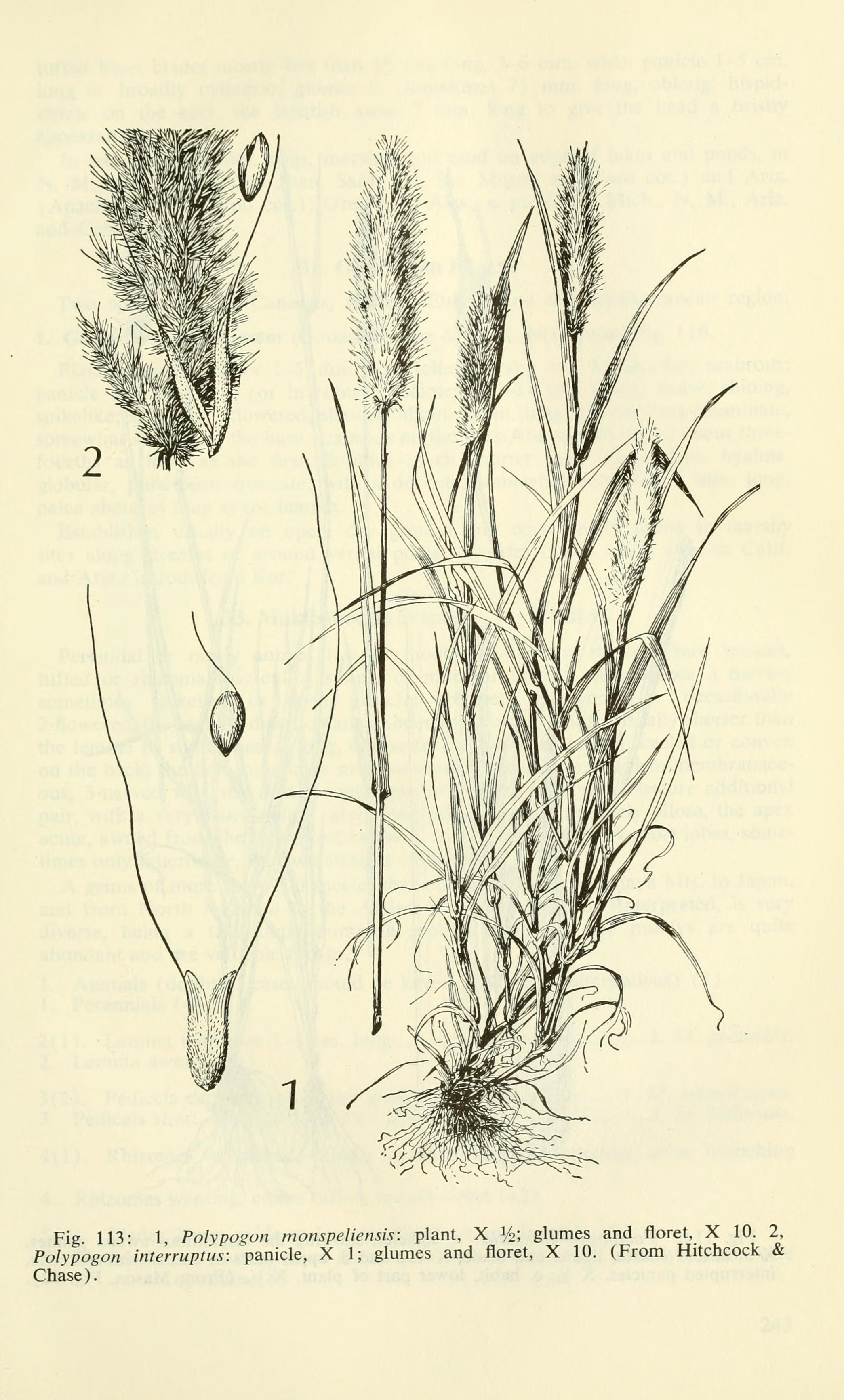
Illustratie
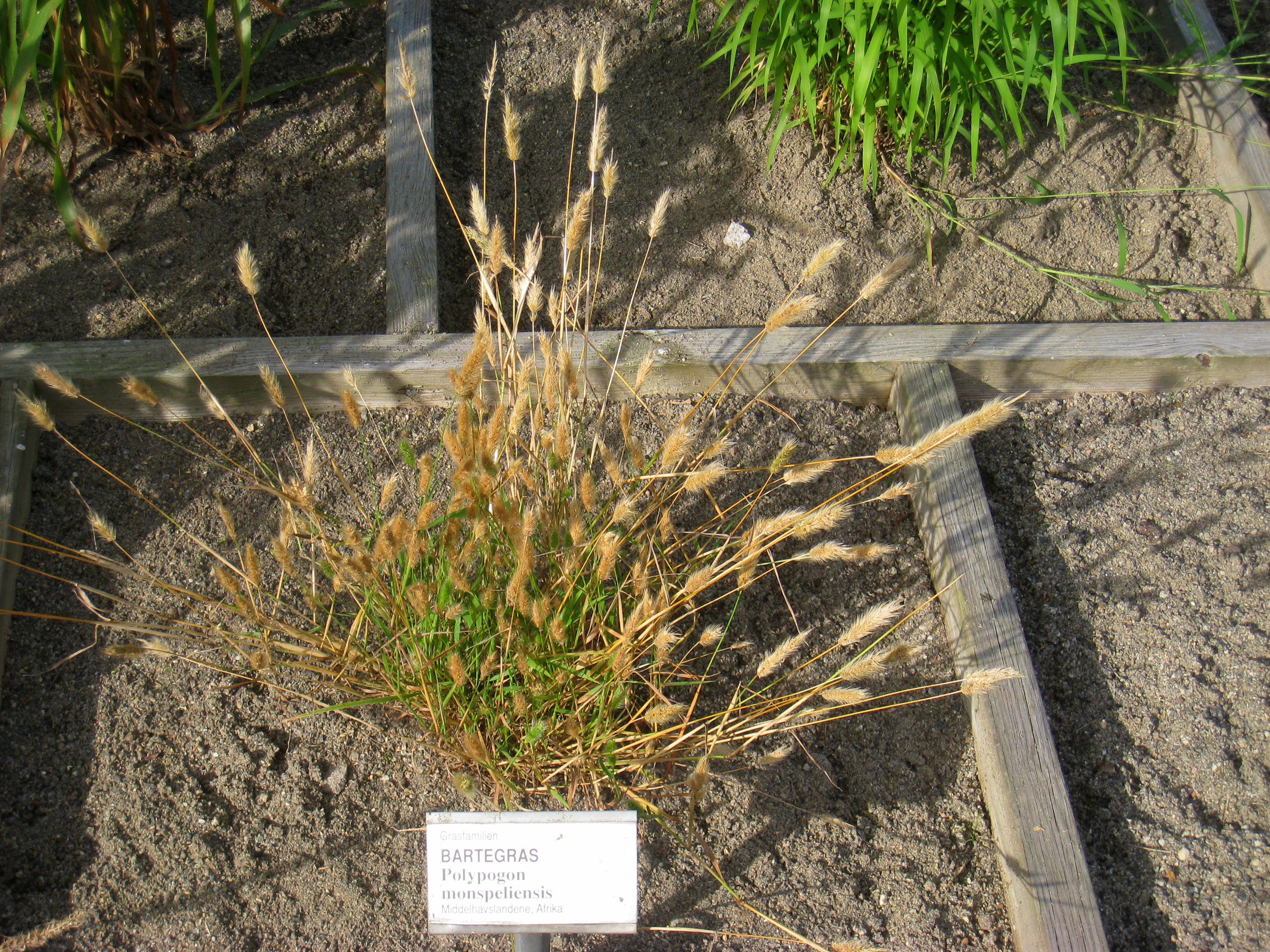
Plant
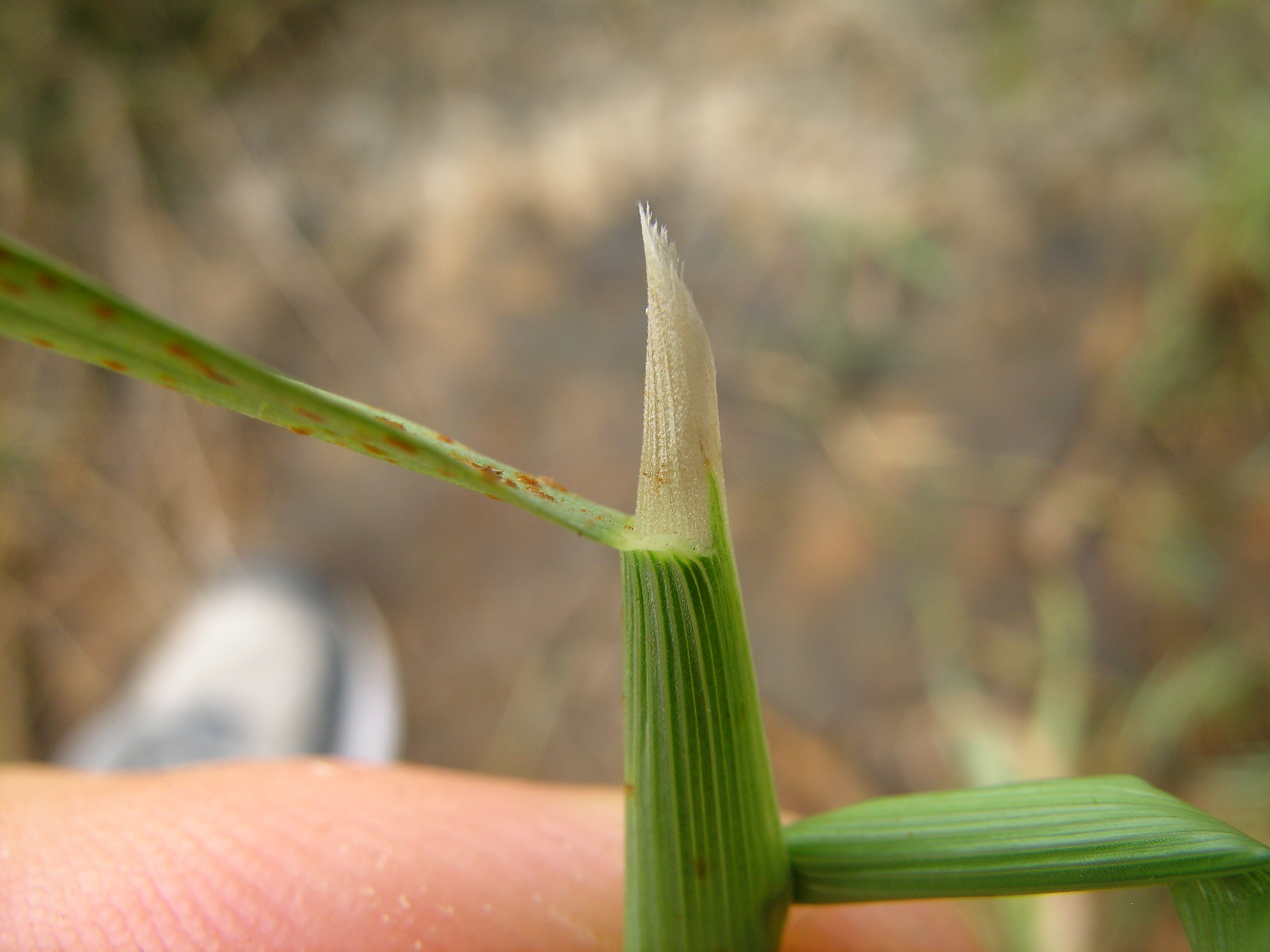
Tongetje
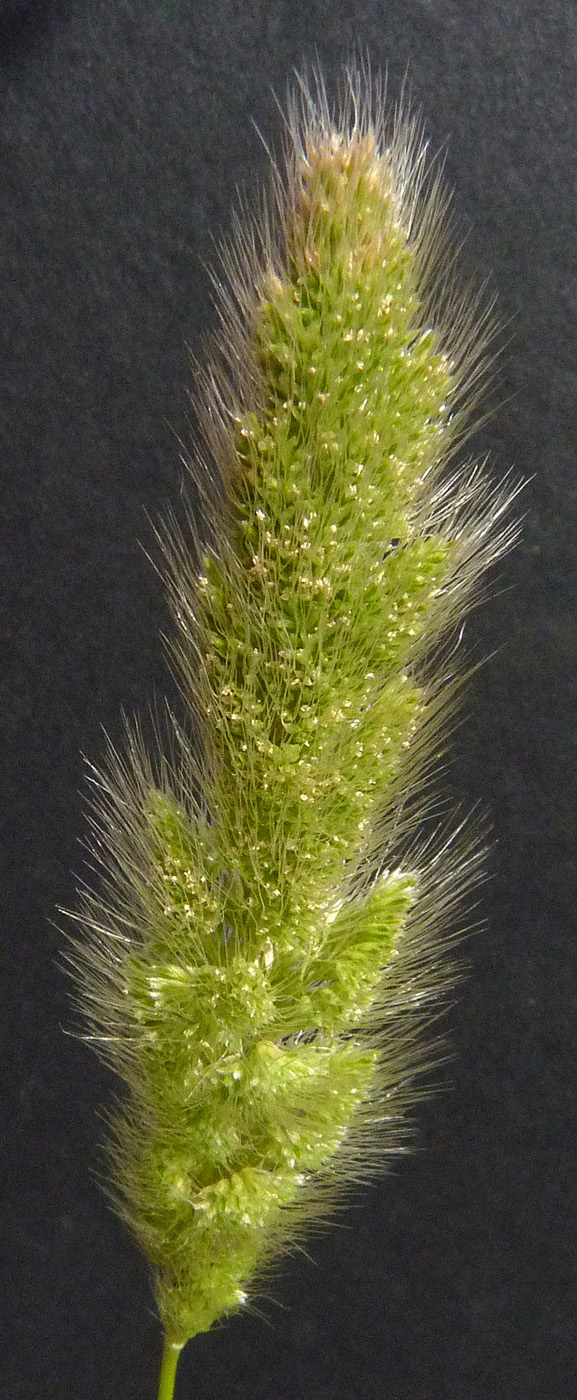
Aarpluim
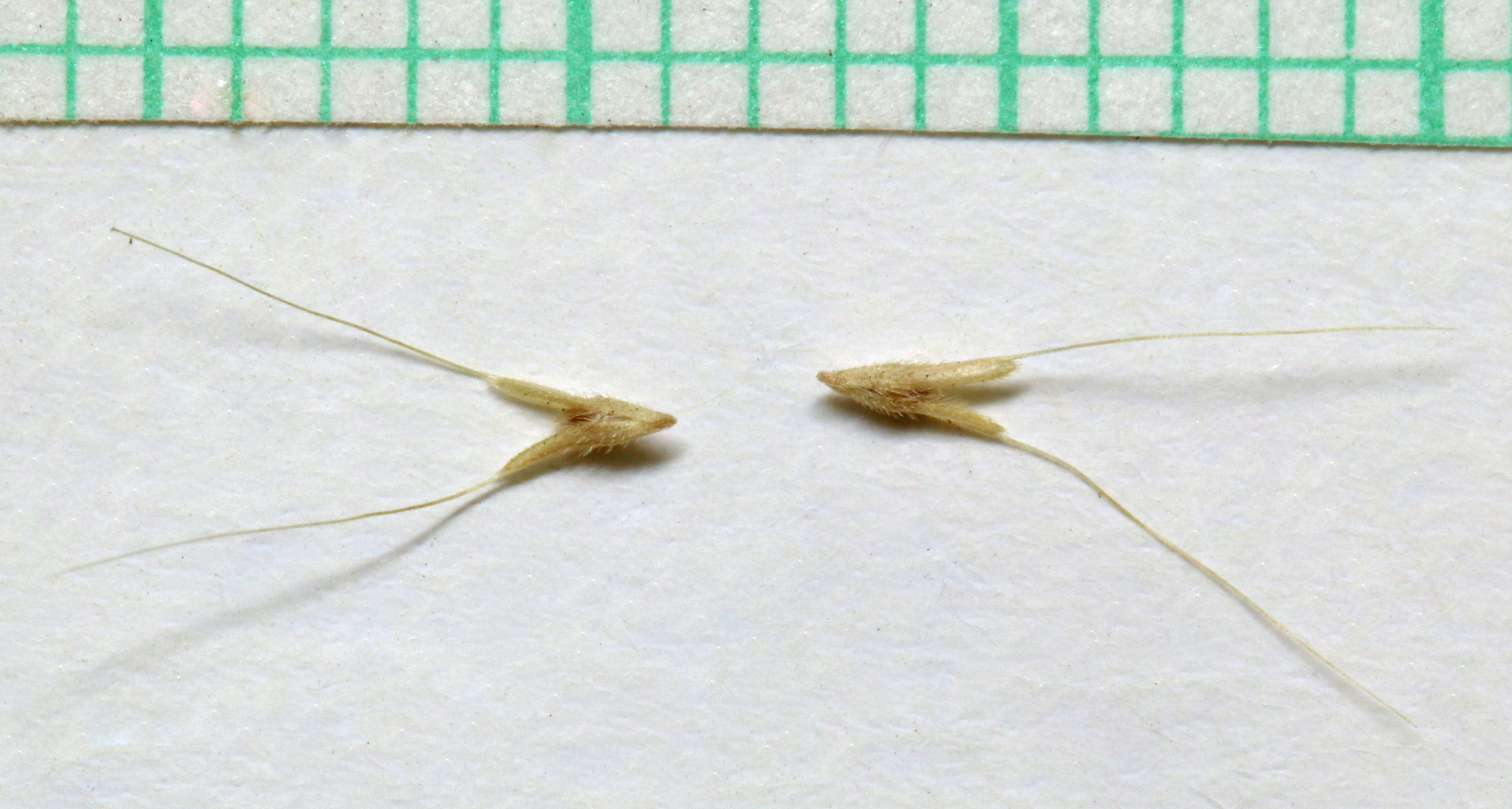
Aartjes
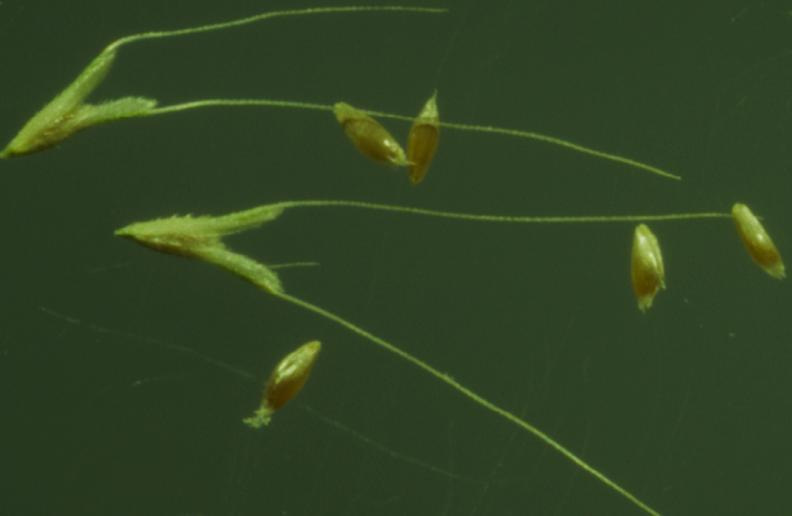
Aartjes en graanvruchten

Baardgras staat op open en zonnige, matig voedselrijke, droge tot vochtige, stikstofrijke en omgewerkte zandgrond, vaak in enigszins brak milieu. Ze groeit aan randen van hoge, ontziltende kwelders en in uitgestoven duinvalleien, aan de rand van periodiek droogvallende, ondiepe plassen en sloten en op opgespoten zand, op rivierstrandjes en in ruigten. Verder in zandige akkers, bermen en op spoorweg- en adventief terreinen, in havengebieden en bij wolverwerkende fabrieken, op droge plekken in zoutmeren en in grindgroeven. Deze eenjarige pionier stamt oorspronkelijk uit Azië, Noord-Afrika en Zuid-Europa en is als graan- en woladventief een kosmopoliet geworden. De soort is zeer zeldzaam in Nederland, waar ze met name in het kustgebied voorkomt. De plant is onmiskenbaar door de vaak vertakte, in polletjes staande, kale stengels, de enigszins buikige bovenste bladscheden en door de dichte, cilinder- tot eivormige pluim met lange, ver uitstekende kafnaalden. Hazenstaart lijkt er in de verte op maar deze heeft behaarde stengels en bladeren.